# Ioana Maria Vlas
Ioana Maria Vlas (n. 16 septembrie 1944, Alba Iulia) a fost președinte al SOV Invest, firmă de investiții care a administrat Fondul Național de Investiții (FNI). Sub președinția ei, FNI a falimentat în 1999 și a cauzat daune sutelor de mii de investitori. Vlas a fugit în Israel în mai 2000 fiind dată în urmărire internațională în acest dosar. În cele din urmă, s-a predat autorităților române pe 27 martie 2003. 
Pe 13 octombrie 2005 a fost condamnată la 20 de ani de închisoare în cazul FNI, dar a fost eliberată în aprilie 2008. Pe data de 4 iunie 2009, Înalta Curte de Casație și Justiție a condamnat-o pe Ioana Maria Vlas la 10 ani de închisoare în dosarul FNI iar sentința este definitivă.
Pe 29 iunie 2010 Înalta Curte de Casație și Justiție a condamnat-o definitiv la 8 ani de închisoare cu executare în dosarul privind prăbușirea Fondului Național de Acumulare.
Pe 20 octombrie 2010 Vlas a fost pusă în libertate, printr-o hotărâre definitivă a tribunalului Prahova.